# Tahuit
Tahuit  ókori egyiptomi királyné volt a XXVI. dinasztia idején. II. Pszammetik fáraó nagy királyi hitvese, II. Uahibré fáraó és Anhnesznoferibré főpapnő anyja. Említik lányának szarkofágján. A Nílus-deltában, Athribiszben temették el, szarkofágját és szívszkarabeuszát 1950-ben találták meg.
Címei: A király felesége (ḥmt-nỉswt), Nagy királyi hitves, őfelsége számára az első (ḥmt-nỉswt wr.t tp.t-n-ḥm=f), A kegyelem úrnője (nb.t-ỉm3.t), Édes szeretetű (bnr.t-mrwt), A király anyja (mwt-nỉswt).